# Shape the water
『Shape the water』（シェイプ・ザ・ウォーター）は、flumpoolの6枚目のオリジナル・アルバム。2025年3月5日にA-Sketchから発売された。

## 概要
ベスト・アルバム『The Best flumpool 2.0 〜 Blue［2008-2011］& Red［2019-2023］〜』から約2年、前作フルアルバム『A Spring Breath』がコンセプトアルバムと位置づけられたことからオリジナルフルアルバムとしては『Real』から約5年ぶりのアルバムリリースとなる。
2025年2月12日にトレーラー公開と共に本作の収録曲が発表された。
ボーカルの山村隆太は、本作について『勝手に涙がでてくるぐらい気持ちがのるアルバムは後にも先にも本作だけかもしれない』と語っている。

## 収録内容
| 全作詞: 山村隆太。 |                                                    |           |                      |                    |      |
| #                  | タイトル                                           | 作詞      | 作曲                 | 編曲               | 時間 |
| 1.                 | 「Keep it up!!」                                   | 山村隆太  | 阪井一生、トオミヨウ | トオミヨウ         | 3:39 |
| 2.                 | 「アラシノヨルニ」                                 | 山村隆太  | 阪井一生、釣俊輔     | 釣俊輔             | 4:35 |
| 3.                 | 「Love's Ebb and Flow」                            | 山村隆太  | 阪井一生、UTA        | UTA                | 2:56 |
| 4.                 | 「Just stand by me」                               | 山村隆太  | 阪井一生             | 釣俊輔             | 3:50 |
| 5.                 | 「ハレルヤ・レディ」                               | 山村隆太  | 阪井一生             | トオミヨウ         | 4:04 |
| 6.                 | 「Hourglass」                                      | 山村隆太  | 阪井一生             | 百田留衣、南田健吾 | 4:45 |
| 7.                 | 「SUMMER LION」                                    | 山村隆太  | 阪井一生             | 亀田誠治           | 4:08 |
| 8.                 | 「夕日に染められて君は」                           | 山村隆太  | 山村隆太、Naoki Itai | Naoki Itai         | 3:54 |
| 9.                 | 「星空サイクリング」                               | 山村隆太  | 阪井一生             | トオミヨウ         | 3:52 |
| 10.                | 「迷宮シナプス」                                   | 山村隆太  | 阪井一生             | 釣俊輔             | 4:09 |
| 11.                | 「puzzled」                                        | 山村隆太  | 阪井一生             | 百田留衣           | 3:24 |
| 12.                | 「Sugarsong」                                      | 山村隆太  | 阪井一生             | トオミヨウ         | 3:40 |
| 13.                | 「君に恋したあの日から」                           | 山村隆太  | 阪井一生             | 百田留衣           | 4:30 |
| 14.                | 「いきづく」(ファンクラブ限定盤ボーナス・トラック) | 山村隆太  | 阪井一生             | トオミヨウ         |      |
| 合計時間:          | 合計時間:                                          | 合計時間: | 合計時間:            | 51:26              |      |

| #   | タイトル                               | 作詞 | 作曲・編曲 |
| --- | -------------------------------------- | ---- | ---------- |
| 1.  | 「どんな未来にも愛はある」             |      |            |
| 2.  | 「君に届け」                           |      |            |
| 3.  | 「NEW DAY DREAMER」                    |      |            |
| 4.  | 「夏よ止めないで 〜You’re Romantic〜」 |      |            |
| 5.  | 「微熱リフレイン」                     |      |            |
| 6.  | 「labo」                               |      |            |
| 7.  | 「素晴らしき嘘」                       |      |            |
| 8.  | 「夜は眠れるかい？」                   |      |            |
| 9.  | 「解放区」                             |      |            |
| 10. | 「Because... I am」                    |      |            |
| 11. | 「とうとい」                           |      |            |
| 12. | 「HELP」                               |      |            |
| 13. | 「君に恋したあの日から」               |      |            |
| 14. | 「証」                                 |      |            |
| 15. | 「reboot〜あきらめない詩〜」           |      |            |
| 16. | 「イイじゃない？」                     |      |            |
| 17. | 「夏Dive」                             |      |            |
| 18. | 「ヒアソビ」                           |      |            |
| 19. | 「星に願いを」                         |      |            |
| 20. | 「Touch」                              |      |            |
| 21. | 「SUMMER LION」(Encore)                |      |            |
| 22. | 「Hydrangea」(Encore)                  |      |            |

| #  | タイトル | 作詞 | 作曲・編曲 |
| -- | --- | ---- | ---------- |
| 1. | 「花になれ」(15th Anniversary tour 2024「This is flumpool !!!! 〜15の夜に逢いましょう〜」2024.7.13＠LINE CUBE SHIBUYA)                           |      |            |
| 2. | 「MW 〜Dear Mr. & Ms. ピカレスク〜」(15th Anniversary tour 2024「This is flumpool !!!! 〜15の夜に逢いましょう〜」2024.7.13＠LINE CUBE SHIBUYA)   |      |            |
| 3. | 「大切なものは君以外に見当たらなくて」(15th Anniversary tour 2024「This is flumpool !!!! 〜15の夜に逢いましょう〜」2024.7.13＠LINE CUBE SHIBUYA) |      |            |
| 4. | 「two of us」(15th Anniversary tour 2024「This is flumpool !!!! 〜15の夜に逢いましょう〜」2024.7.13＠LINE CUBE SHIBUYA)                          |      |            |
| 5. | 「15th Anniversary tour 2024「This is flumpool !!!! 〜15の夜に逢いましょう〜」ドキュメンタリー映像」                                             |      |            |

## 楽曲解説
Keep it up‼
本アルバムの発売に先駆けて2025年2月19日に先行配信された。
アラシノヨルニ
2024年2月28日に山村がMCを務めるラジオ番組FM802「松原市 Radio Fields」にて初オンエアされた。
2025年3月5日に三石直和が監督を務めたミュージックビデオが公開。
Love's Ebb and Flow

Just stand by me

ハレルヤ・レディ

Hourglass

SUMMER LION
2024年7月3日にデジタルシングルとしてリリースされた楽曲。
テレビ東京系 ドラマNEXT「ひだまりが聴こえる」オープニングテーマ。
夕日に染められて君は

星空サイクリング

迷宮シナプス
ゲーム「ユミアのアトリエ 〜追憶の錬金術士と幻想の地〜」主題歌。
puzzled
スマートフォン向けゲーム「崩壊学園」中国版の10周年テーマソングで、ゲームのオリジナル・サウンドトラック収録曲として中国国内でのみ先行配信されていた楽曲。
Sugarsong

君に恋したあの日から
2024年4月3日にデジタルシングルとしてリリースされた楽曲。
日本テレビ系「DayDay.」2024年4月エンディングテーマ。
いきづく
映画『風の奏の君へ』主題歌。
映画にて山村と共演していた松下奈緒をフィーチャリングアーティストに迎え、2024年6月5日にデジタルシングルとしてリリースされた楽曲。
本作ではflumpoolのみでのセルフカバーとなっており、ファンクラブ限定盤のみに収録。